# Taraxacum palustre
Taraxacum palustre là một loài thực vật có hoa trong họ Cúc. Loài này được (Lyons) Symons miêu tả khoa học đầu tiên năm 1798.